# Lars Kuonen
Lars Kuonen (8 maggio 1995) è un ex sciatore alpino svizzero.

## Biografia
Specialista delle prove tecniche attivo dal novembre del 2010, in Coppa Europa Lars Kuonen ha esordito il 16 febbraio 2018 a Jaun in slalom speciale (49º), ha conquistato il miglior risultato il 21 dicembre 2019 a Plan de Corones in parallelo (9º) e ha preso per l'ultima volta il via il 19 marzo 2021 a Reiteralm in slalom speciale, senza completare la prova; si è ritirato al termine della stagione 2021-2022. Non ha debuttato in Coppa del Mondo e non ha preso parte a rassegne olimpiche o iridate.

## Palmarès

### Coppa Europa
- Miglior piazzamento in classifica generale: 125º nel 2020

### South American Cup
- Miglior piazzamento in classifica generale: 7º nel 2020
- Vincitore della classifica di slalom speciale nel 2020
- 3 podi:
  - 1 vittoria
  - 2 secondi posti

#### South American Cup - vittorie
| Data              | Località   | Paese | Specialità |
| ----------------- | ---------- | ----- | ---------- |
| 27 settembre 2019 | Antillanca | Cile  | SL         |

Legenda:

SL = slalom speciale

### Campionati svizzeri
- 1 medaglia:
  - 1 argento (combinata nel 2016)